# Fer de lance commun (serpent)
Pour les articles homonymes, voir Fer de lance.
Bothrops atrox
Espèce
Synonymes
- Coluber atrox Linnaeus, 1758
- Bothrops furia Wagler, 1824
- Bothrops sabinii Gray, 1842
- Bothrops subscutatus Gray, 1842
- Trigonocephalus colombiensis Hallowell, 1845
- Bothrops colombiensis (Hallowell, 1845)
- Bothrops affinis Gray, 1849
- Bothrops neuvoiedii venezuelenzi Briceño 1934
- Bothrops isabelae Sandner-Montilla, 1979
- Bothrops lanceolatus aidae Sandner-Montilla, 1981
- Bothrops atrox aidae Sandner-Montilla, 1981
- Bothrops lanceolatus nacaritae 
Sandner-Montilla, 1990

Bothrops atrox, le Fer de lance commun, appelé grage commun en Guyane, est une espèce de serpent de la famille des Viperidae. Il est également appelé localement au Venezuela : Mapanare, Macagua, Jaracacá amarilla (en espagnol : jaracacá jaune), Barba amarilla (en espagnol : barbe jaune) ou Cuatronarices (en espagnol : quatre narines), jararaca au Brésil. En Martinique, une autre espèce, le Trigonocéphale (Bothrops lanceolatus), est également appelée « fer de lance ».

## Répartition

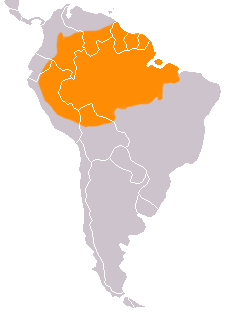
Répartition de Bothrops atrox

Cette espèce se rencontre en Colombie, dans l'est de l'Équateur, dans l'est du Pérou, dans le nord de la Bolivie, au Brésil, au Guyana, au Suriname, en Guyane, au Venezuela et sur l'île de Trinité.

## Habitat
Les Fers de lance communs sont des serpents terrestres qui habitent les forêts tropicales. On les trouve essentiellement au sol mais ils sont capables de nager et de grimper dans la végétation à faible hauteur. Cette espèce s’adapte bien aux perturbations et peut être très fréquente à proximité des habitations humaines.

## Description

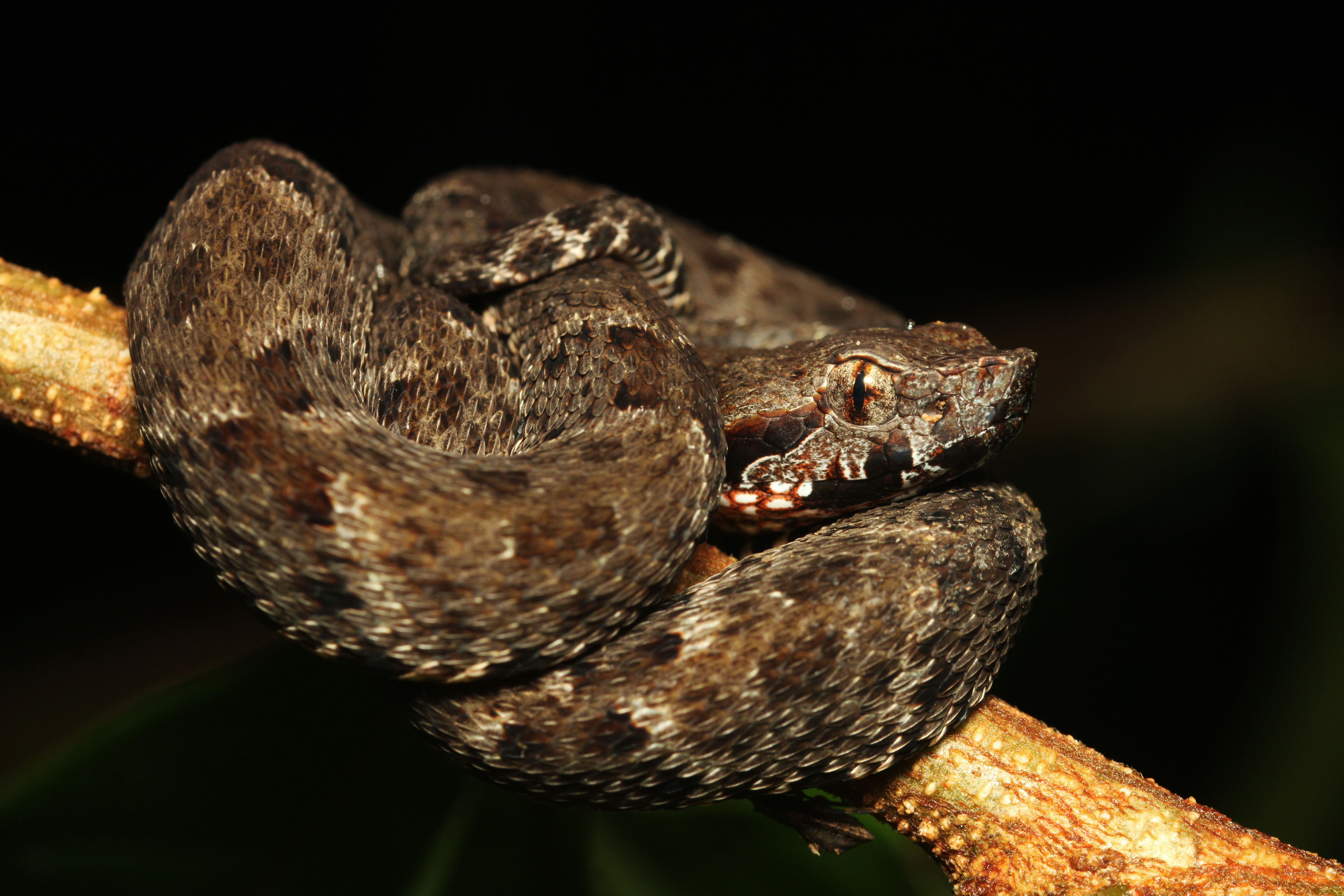
Bothrops atrox

Ce sont des serpents de taille moyenne, longs d'environ 1 m à l’âge adulte, mais ils peuvent atteindre deux mètres et on a déjà observé des tailles de 2,4 m [réf. souhaitée]. Les femelles sont plus grandes que les mâles. La tête est triangulaire et pointue comme un fer de lance. Quant à la couleur, des variantes existent (en principe brun à olive), avec des dessins géométriques en forme de V ou de triangles sur le dos. La partie inférieure de la tête est jaune pâle, ce qui les fait appeler barba amarilla (barbe jaune) en espagnol. Les couleurs et motifs de ce serpent permettent un camouflage remarquable sur le sol forestier. Les fers de lance communs ont une durée de vie d'environ 20 ans.

## Alimentation
Il se nourrit principalement de petits animaux à sang chaud, mammifères et oiseaux, mais aussi de grenouilles et de lézards. Si un Fer de lance commun attaque une proie inhabituellement grande, il va rebrousser provisoirement chemin et attendre que le venin fasse son effet. Après quoi il va suivre, à l'odeur, la trace de l'animal nouvellement tué. Les Bothrops atrox sont généralement actifs la nuit, mais pas uniquement.

## Reproduction
La femelle fer de lance est vivipare. Elle peut donner jusqu'à 80 jeunes en une portée.
Ils vivent généralement en solitaires, mais se reproduisent annuellement. Après l'accouplement la femelle porte les embryons en elle, voyageant entre les zones d'ombre et les zones ensoleillées afin de garder une température constante pour ses petits. En région équatoriale la période de gestation est d'à peu près 3-4 mois, et la portée moyenne est de 60 jeunes. Les jeunes une fois nés ont une taille de plus ou moins 30 cm. Ils sont colorés de manière plus claire que les adultes avec une robe jaune ou beige.
Les jeunes naissent avec des crochets et des glandes à venin déjà opérationnels.

## Danger pour l'être humain
Du fait de sa proximité avec l’homme, cette espèce est responsable  de la majorité des envenimations dans son aire de répartition. Les Bothrops atrox sont connus pour chasser des rongeurs dans les plantations de café et de banane, où des travailleurs sont souvent mordus par les serpents, qui peuvent attendre camouflés pendant des heures, presque indécelables. Leurs attaques sont très rapides. 
Leur venin est hémorragique, détruisant l'endothélium vasculaire et affectant les facteurs de coagulation par un mécanisme de "coagulopathie de consommation induite par le venin (en)". Ceci entraîne une rapide et forte perturbation des paramètres d'hémostase tels que le TP, le TCA et le fibrinogène. D'après une étude menée en Guyane, la rémission spontanée de l'hémostase s'observe dans les 14 à 30 heures après morsure. Un antivenin polyvalent mexicain y a été testé mais n'a eu aucun effet significatif sur cette rémission.
« De nombreux antivenins de qualité variable quant à l'efficacité et la tolérance sont commercialisés en Amérique centrale et méridionale. Le venin de B. lanceolatus provoque des micro-embolies diffuses qui peuvent se traduire par des infarctus viscéraux, cérébraux notamment. Pour cette espèce, endémique de Martinique, un antivenin spécifique est fabriqué en France ».

## Publication originale
- Linnaeus, 1758 : Systema naturae per regna tria naturae, secundum classes, ordines, genera, species, cum characteribus, differentiis, synonymis, locis, ed. 10 (texte intégral).
- Alexandre Moreau de Jonnès, 1816, Monographie du trigonocéphale des Antilles, ou Grande vipère fer-de-lance de la Martinique : lue à l'Académie royale des sciences, dans sa séance du 5 août 1816.